# Prêt-à-Porter
Prêt-à-Porter je americký hraný film z roku 1994, který režíroval Robert Altman podle vlastního scénáře. Děj filmu tvoří několik vzájemně se prolínajících epizod ze světa módy v Paříži. Snímek byl v ČR uveden v roce 1997 v rámci filmového Projektu 100.

## Děj
Sergej kupuje v Moskvě u Diora dvě stejné kravaty. Jednu z nich posílá do Paříže Olivierovi de la Fontaine jako poznávací znamení pro jejich plánované setkání v Paříži. Tam mezitím vrcholí přípravy na jarní týden módy. Sergej se s Olivierem de la Fontaine setká na letišti CDG a odtud jedou společně autem do města. V zácpě na mostě Alexandra III. se Olivier de la Fontaine zadáví šunkovým sendvičem. Sergio v panice uprchne a skočí z mostu do Seiny. Smrt jednoho z předních návrhářů haute couture vyvolá ve světovém tisku senzaci. Jeho vdova Isabella de la Fontaine rozhodně netruchlí, je veřejným tajemstvím, že de la Fontaine udržoval trvalý poměr s návrhářkou Simone Lowenthalovou. Sergej se vrací za Isabellou po mnoha letech života v Sovětském svazu, odkud nemohl svou dávnou lásku kontaktovat. V Paříži je rovněž módní fotograf Milo O'Brannigan, o kterého mají zájem šéfredaktorky časopisů Elle, Vogue a Harper's Bazaar. Svým cynismem dosáhne postupně ponížení každé z nich, když je vyfotí v trapné situaci. Novinářka Anne Eisenhowerová z The New York Times přijíždí reportovat o módě, ale už v Chicagu ztratí svůj kufr a navíc sportovní zpravodaj Joe Flynn odmítá opustit svůj pokoj, protože musí proti své vůli referovat o smrti módního návrháře. V hotelu není žádný jiný volný pokoj. Simone Lowenthalová se dozvídá, že jí syn za zády prodal rodinnou značku americkému investorovi a rozhodne se na přehlídce představit zcela nahé modelky.

## Obsazení
| Marcello Mastroianni  | Sergio                  |
| Sophia Lorenová       | Isabella de la Fontaine |
| Julia Robertsová      | Anne Eisenhower         |
| Jean-Pierre Cassel    | Olivier de la Fontaine  |
| Kim Basinger          | Kitty Potter            |
| Chiara Mastroianni    | Sophie Choiset          |
| Lyle Lovett           | Clint Lammeraux         |
| Stephen Rea           | Milo O'Brannigan        |
| Anouk Aimée           | Simone Lowenthalová     |
| Rupert Everett        | Jack Lowenthal          |
| Forest Whitaker       | Cy Bianco               |
| Lili Taylorová        | Fiona Ulrich            |
| Tim Robbins           | Joe Flynn               |
| Rossy de Palma        | Pilar                   |
| Lauren Bacallová      | Slim Chrysler           |
| Linda Huntová         | Regina Krumm            |
| Katarzyna Figura      | asistentka              |
| Tracey Ullman         | Nina Scant              |
| Richard E. Grant      | Cort Romney             |
| Teri Garr             | Louise Hamilton         |
| Danny Aiello          | Major Hamilton          |
| Ute Lemper            | Albertine               |
| Jean Rochefort        | inspektor Tantpis       |
| Michel Blanc          | inspektor Forget        |
| Alexandra Vandernoot  | Sandra de la Notte      |
| Harry Belafonte       | sám sebe                |
| Cher                  | sama sebe               |
| Paolo Bulgari         | sám sebe                |
| Jean-Paul Gaultier    | sám sebe                |
| Sonia Rykiel          | sama sebe               |
| Helena Christensenová | sama sebe               |
| David Copperfield     | sám sebe                |
| Linda Evangelista     | sama sebe               |
| Claudia Schiffer      | sama sebe               |
| Tatiana Sorokko       | sama sebe               |
| Christy Turlington    | sama sebe               |
| Naomi Campbell        | sama sebe               |
| Carla Bruni           | sama sebe               |
| Tatjana Patitz        | sama sebe               |
| Björk                 | modelka                 |

## Ocenění
- Zlatý glóbus – nominace v kategoriích nejlepší film (komedie / muzikál) a nejlepší herečka ve vedlejší roli (Sophia Loren)